# فرانتس فانون
فرانتس عمار فانون (فرانسوی: Ibrahim Frantz Fanon‎ زاده ۲۰ ژوئیه ۱۹۲۵ – درگذشته ۶ دسامبر ۱۹۶۱) نویسندهٔ فرانسوی زبان اهل مارتینیک و یک فیلسوف سیاسی، مارکسیست، مقاله‌نویس، روانپزشک و انقلابی بود. او را به اسم ابراهیم فرانتس فانون هم می‌شناسند.
می‌توان او را متفکری برجسته در قرن بیستم به خاطر استعمارزدایی و روان‌آسیب‌شناسی استعمار دانست. کارهای او الهام‌بخش جنبش آزادی‌خواهی ضداستعماری برای بیشتر از چهار دهه بوده‌است. آثار او در زمینه‌های مطالعات پسااستعماری، نظریه انتقادی و مارکسیسم تأثیرگذار شده‌اند. فانون علاوه بر روشنفکربودن، یک رادیکال سیاسی، پان آفریقایی و اومانیست مارکسیست بود که نگران آسیب شناسی روانی استعمار و پیامدهای انسانی، اجتماعی و فرهنگی استعمار زدایی بود.
فانون در طول کار خود به عنوان پزشک و روانپزشک از جنگ استقلال الجزایر از فرانسه حمایت کرد و از اعضای جبهه آزادیبخش ملی الجزایر بود. فانون به عنوان «تاثیرگذارترین متفکر ضداستعماری زمان خود» توصیف شده است.  او مدلی را برای روانشناسی جامعه تدوین کرد و معتقد بود که بسیاری از بیماران سلامت روان اگر به جای درمان با مراقبت های نهادینه شده در خانواده و جامعه خود ادغام شوند، بهتر عمل خواهند کرد. او همچنین در حین کار در سن آلبان زیر نظر فرانسوا توسکل و ژان اوری به یافتن زمینه روان درمانی نهادی کمک کرد.

## زندگی

### اوایل زندگی
فرانتز فانون در جزیره مارتینیک در دریای کارائیب متولد شد که در آن زمان مستعمره فرانسه بود و اکنون یک مجموعه سرزمینی واحد فرانسوی است. پدرش، فلیکس کازیمیر فانون، از نوادگان بردگان آفریقایی بود و به عنوان مامور گمرک کار می کرد. مادرش، الئانور مدلیس، از نژاد آفریقایی-مارتینیکایی و سفیدپوست آلزاسی بود و به عنوان مغازه دار کار می کرد. فرانتز سومین پسر از چهار پسر یک خانواده هشت فرزندی بود. دو نفر از آنها در جوانی مردند، از جمله خواهرش گابریل، که فرانتز با او بسیار صمیمی بود. خانواده او از نظر اجتماعی و اقتصادی از طبقه متوسط بودند. آنها می توانستند هزینه های Lycée Schoelcher را که در آن زمان معتبرترین دبیرستان در مارتینیک بود، بپردازند، جایی که فانون برای تحسین یکی از معلمان مدرسه، شاعر و نویسنده Aimé Césaire آمد. فانون در سال 1943، زمانی که 18 سال داشت، مارتینیک را ترک کرد تا به نیروهای فرانسوی آزاد بپیوندد.

### مارتینیک و جنگ جهانی دوم
پس از سقوط فرانسه به دست نازی ها در سال 1940، نیروهای دریایی ویشی فرانسه در مارتینیک محاصره شدند. ملوانان فرانسوی که مجبور به ماندن در جزیره شدند، حکومت را از مردم مارتینیکو به دست گرفتند و یک رژیم همکاری‌گرای ویشی تأسیس کردند. در مواجهه با پریشانی اقتصادی و انزوا تحت محاصره، آنها یک رژیم سرکوبگر را تأسیس کردند. فانون آنها را به گونه ای توصیف کرد که نقاب های خود را برداشته و مانند "نژاد پرستان واقعی" رفتار می کنند. ساکنان شکایات بسیاری از آزار و اذیت و آزار جنسی توسط ملوانان داشتند. سوء استفاده از مردم مارتینیک توسط نیروی دریایی فرانسه بر فانون تأثیر گذاشت و احساس بیگانگی و انزجار او را از نژادپرستی استعماری تقویت کرد. در سن هفده سالگی، فانون به عنوان یک «دگراندیش» (اصطلاحی برای فرانسوی‌هایی که به نیروهای گلیست ملحق می‌شوند) از جزیره گریخت، و به دومینیکا رفت تا به نیروهای فرانسوی آزاد بپیوندد. ، اما برای ثبت نام خیلی دیر شده بود. پس از سرنگونی رژیم طرفدار ویشی روبرت در مارتینیک در ژوئن 1943، فانون به فورت-دو-فرانس بازگشت تا به گروه تازه ایجاد شده، تمام سیاهپوست 5e Batallon de marche des Antilles [fr] بپیوندد.
او در ارتش آزاد فرانسه نام نویسی کرد و به کاروان متفقین پیوست که به کازابلانکا رسید. او بعداً به یک پایگاه ارتش در بجایا در سواحل Kabylia الجزایر منتقل شد. فانون الجزایر را از اوران ترک کرد و در فرانسه خدمت کرد، به ویژه در نبردهای آلزاس. در سال 1944 او در کولمار مجروح شد و Croix de guerre را دریافت کرد. هنگامی که نازی ها شکست خوردند و نیروهای متفقین به همراه خبرنگاران عکاسی از راین به آلمان رفتند، هنگ فانون از تمام نیروهای غیرسفید پوست "سفید" شد، زیرا فانون و سربازان آفریقایی-کارائیب همکارش به تولون (پروانس) فرستاده شدند. بعدها، آنها به نرماندی منتقل شدند تا در انتظار بازگرداندن به میهن باشند.
در طول جنگ، فانون بیشتر در معرض نژادپرستی سفیدپوستان اروپایی قرار گرفت. برای مثال، زنان اروپایی که توسط سربازان سیاه پوست آزاد شده بودند، اغلب ترجیح می‌دادند با زندانیان فاشیست ایتالیایی برقصند تا با آزادی‌خواهان خود برادری کنند.
در سال 1945، فانون به مارتینیک بازگشت. مدت کوتاهی در آنجا دوام آورد. او برای کمپین پارلمانی دوست و مربی‌اش Aimé Césaire کار می‌کرد که تأثیر عمده‌ای در زندگی او داشت. سزر به عنوان نماینده پارلمانی از مارتینیک برای اولین مجلس ملی جمهوری چهارم، با بلیت کمونیستی شرکت کرد. فانون به اندازه کافی ماند تا مدرک کارشناسی خود را به پایان رساند و سپس به فرانسه رفت و در آنجا پزشکی و روانپزشکی خواند.

### فرانسه
فانون در لیون تحصیل کرد و در آنجا نیز ادبیات، نمایشنامه و فلسفه خواند و گاهی در سخنرانی های مرلوپونتی شرکت می کرد. در این دوره سه نمایشنامه نوشت که دو نمایشنامه از آنها باقی مانده است. فانون پس از واجد شرایط بودن به عنوان روانپزشک در سال 1951، تحت نظر روانپزشک رادیکال کاتالانی فرانسوا توسکلس، که با تأکید بر نقش فرهنگ در آسیب شناسی روانی، تفکر فانون را تقویت کرد، در سن آلبان-سور-لیماگنول رزیدنتی روانپزشکی انجام داد.
در سال 1948 فانون با میشل، دانشجوی پزشکی، رابطه برقرار کرد که به زودی باردار شد. او او را به خاطر یک دانش آموز 18 ساله دبیرستانی به نام جوزی که در سال 1952 با او ازدواج کرد، ترک کرد. با اصرار دوستانش بعداً دخترش میری را شناخت، اگرچه با او ارتباطی نداشت.
فانون در حالی که اقامت خود را به پایان رساند در فرانسه اولین کتاب خود را با عنوان پوست سیاه، نقاب سفید (1952) نوشت و منتشر کرد که تحلیلی از تأثیرات روانی منفی انقیاد استعماری بر سیاه پوستان بود. در اصل، این دست‌نوشته پایان‌نامه‌ای بود که در لیون با عنوان «مقاله‌ای در مورد بی‌تحرکی سیاه‌پوستان» ارائه شد، که پاسخی بود به نژادپرستی که فانون در حین تحصیل در رشته روان‌پزشکی و پزشکی در دانشگاه لیون تجربه کرد. رد پایان نامه باعث شد فانون آن را به صورت کتاب منتشر کند. برای مدرک دکترای فلسفه، پایان نامه دیگری با دامنه محدودتر و موضوعی متفاوت ارائه کرد. فیلسوف چپ‌گرا فرانسیس ژانسون، رهبر شبکه جینسون طرفدار استقلال الجزایر، دست‌نوشته فانون را خواند و به عنوان ویراستار ارشد کتاب در Éditions du Seuil در پاریس، عنوان جدید آن را به کتاب داد و پایان آن را نوشت.
پس از دریافت دست‌نویس فانون در سئویل، جینسون او را به یک جلسه تحریریه دعوت کرد. در میان تمجید جینسون از کتاب، فانون فریاد زد: "برای سیاه پوست بد نیست، اینطور نیست؟" جینسون با توهین، فانون را از دفترش برکنار کرد. بعدها، جینسون متوجه شد که پاسخ او احترام مادام‌العمر نویسنده را برای او به ارمغان آورده است، و فانون به پیشنهاد جینسون مبنی بر اینکه عنوان کتاب سیاه پوست، ماسک‌های سفید نامیده شود، پذیرفت.
فانون در این کتاب رفتار ناعادلانه با سیاهپوستان در فرانسه و اینکه چگونه سفیدپوستان آنها را تایید نمی‌کنند، توضیح می‌دهد. سیاه پوستان در مواجهه با سفیدپوستان نیز احساس حقارت داشتند. فانون معتقد بود که با وجود اینکه می توانند فرانسوی صحبت کنند، نمی توانند به‌طور کامل با زندگی و محیط سفیدپوستان ادغام شوند. (به بحث بیشتر در مورد پوست سیاه، ماسک های سفید زیر کار، در زیر مراجعه کنید.)

### الجزایر
فانون پس از اقامت خود، یک سال دیگر و سپس (از سال 1953) در الجزایر روانپزشکی را در پونتورسون، نزدیک مونت سن میشل انجام داد. او سرآشپز در بیمارستان روانی بلیدا-جوینویل در الجزایر بود. او تا زمان تبعید در ژانویه 1957 در آنجا کار کرد.
روش‌های درمانی فانون شروع به تکامل کرد، به‌ویژه با شروع درمان اجتماعی برای ارتباط با پیشینه‌های فرهنگی بیمارانش. او همچنین پرستاران و کارورزان را آموزش داد. پس از وقوع انقلاب الجزایر در نوامبر 1954، فانون پس از برقراری تماس با پیر شوله در بلیدا در سال 1955، به جبهه آزادی ملی پیوست. فانون با کار در یک بیمارستان فرانسوی در الجزایر، مسئول درمان ناراحتی های روانی فرانسوی ها شد. سربازان و افسرانی که برای سرکوب مقاومت ضد استعماری شکنجه می کردند. علاوه بر این، فانون همچنین مسئول درمان قربانیان شکنجه الجزایری بود.
فانون برای مطالعه زندگی فرهنگی و روانی الجزایری ها سفرهای گسترده ای را در سراسر الجزایر انجام داد، عمدتاً در منطقه Kabylia. مطالعه گمشده او در مورد "مارابوت سی اسلیمان" نمونه ای از این موضوع است. این سفرها همچنین وسیله ای برای فعالیت های مخفیانه بود، به ویژه در بازدیدهای او از پیست اسکی Chrea که یک پایگاه FLN را پنهان کرده بود.

### پیوستن به FLN و تبعید از الجزایر
در تابستان 1956 فانون متوجه شد که دیگر نمی تواند به حمایت از تلاش های فرانسه، حتی به‌طور غیرمستقیم از طریق کار بیمارستانی خود ادامه دهد. او در نوامبر «استعفانامه» خود را به وزیر مقیم تسلیم کرد، که بعداً به متنی تأثیرگذار در محافل ضد استعماری تبدیل شد.
    زمانی می رسد که سکوت تبدیل به بی صداقتی می شود. مقاصد حاکم بر وجود شخصی با تهاجم دائمی به رایج ترین ارزش ها همخوانی ندارد. برای چندین ماه وجدان من محل بحث های نابخشودنی بوده است. و نتیجه عزم ناامید نشدن از انسان و به عبارت دیگر از خودم است. تصمیمی که گرفته‌ام این است که نمی‌توانم به هر قیمتی مسئولیتی را به عهده بگیرم، به بهانه واهی که کار دیگری نمی‌توان انجام داد.
اندکی بعد، فانون از الجزایر اخراج شد و به تونس نقل مکان کرد و در آنجا آشکارا به FLN پیوست. او عضوی از گروه تحریریه المجاهد بود که تا پایان عمر برای آن می نوشت. او همچنین به عنوان سفیر دولت موقت الجزایر (GPRA) در غنا خدمت کرد. او در کنفرانس‌هایی در آکرا، کوناکری، آدیس آبابا، لئوپولدویل، قاهره و طرابلس شرکت کرد. بسیاری از نوشته‌های کوتاه‌تر او از این دوره پس از مرگ در کتاب به سوی انقلاب آفریقا جمع‌آوری شد. در این کتاب فانون استراتژی های تاکتیکی جنگ را آشکار می کند. او در یک فصل به چگونگی گشودن یک جبهه جنوبی برای جنگ و چگونگی اجرای خطوط تدارکاتی می پردازد.
فانون پس از بازگشت به تونس، پس از سفر طاقت فرسا در سراسر صحرا برای افتتاح جبهه سوم، به سرطان خون مبتلا شد. او برای معالجه به اتحاد جماهیر شوروی رفت و مدتی از بیماری خود بهبود یافت. هنگامی که یک بار دیگر به تونس بازگشت، وصیت نامه خود را به نام «بدبخت زمین» دیکته کرد. زمانی که در تخت خود محبوس نشد، برای افسران ارتش آزادیبخش ملی (ALN) در غاردیمائو در مرز الجزایر و تونس سخنرانی کرد. او برای یک ملاقات سه روزه با ژان پل سارتر که تأثیر زیادی بر کار او گذاشته بود به رم سفر کرد. سارتر موافقت کرد که مقدمه ای بر آخرین کتاب فانون، «بیچارگان زمین» بنویسد.

### مرگ
با زوال سلامتی‌اش، رفقای فانون از او خواستند تا همان‌طور که پزشکان شوروی پیشنهاد کرده بودند، در ایالات متحده به دنبال درمان باشد. در سال 1961، سیا سفری را با وعده پنهان کاری برای درمان بیشتر سرطان خون در یک مرکز ملی بهداشت ترتیب داد. فانون در طول مدت اقامت خود در ایالات متحده توسط الیور ایزلین، مامور سیا، اداره می شد.همان‌طور که لوئیس آر. گوردون خاطرنشان می کند، شرایط اقامت فانون تا حدودی مورد مناقشه است: "اما آنچه که به ارتدوکس تبدیل شده است، این است که او را چندین روز بدون معالجه در یک هتل نگه داشتند تا اینکه به ذات الریه مبتلا شد."
فانون متعاقباً در 6 دسامبر 1961 پس از اینکه سرانجام درمان سرطان خون خود را آغاز کرد، بر اثر ذات الریه مضاعف در بتسدا، مریلند درگذشت.او تحت نام ابراهیم عمر فانون، یک نامزد لیبیایی که پس از مجروح شدن در مراکش در جریان ماموریت جبهه آزادیبخش ملی الجزایر، برای ورود به بیمارستانی در رم پذیرفته شده بود، بستری شده بود. او پس از خوابیدن در ایالت تونس در الجزایر به خاک سپرده شد. سپس پیکر وی به قبرستان شهدا (چوحده) در عین کرمه در شرق الجزایر منتقل شد.

### خانواده
فانون از همسر فرانسوی خود، جوزی یک پسر اولیویه فانون، و نیز دختری از رابطه قبلی، میریل فانون داشت . جوزی فانون پس از سال‌ها افسردگی و مشروبات الکلی در سال 1989 در الجزایر در اثر خودکشی درگذشت.میریل استاد حقوق بین الملل و حل منازعه شد و به عنوان رئیس بنیاد فرانتس فانون خدمت می کند. اولیویه رئیس انجمن ملی فرانتز فانون شد که در سال 2012 در الجزیره ایجاد شد.

## کارها

### پوست سیاه، ماسک سفید (Black Skin, White Masks)
سیاه پوست، نقاب سفید اولین بار به زبان فرانسوی با نام Peau noire, maskes blancs در سال 1952 منتشر شد و یکی از مهمترین آثار فانون است. در سیاه پوست، نقاب‌های سفید، فانون سیاه‌پوستان مظلوم را که به نظر می‌رسد موجودی کمتر در دنیای سفیدی است که در آن زندگی می‌کنند، روانکاوی می‌کند و مطالعه می‌کند که چگونه آنها در جهان از طریق نمایش سفیدی حرکت می‌کنند. به ویژه در بحث زبان، او در مورد این صحبت می کند که چگونه استفاده سیاهپوستان از زبان استعمارگر توسط استعمارگر به عنوان درنده تلقی می شود و نه دگرگون کننده، که به نوبه خود ممکن است در آگاهی سیاهپوستان ناامنی ایجاد کند.او نقل می‌کند که خود او در کودکی با توصیه‌های زیادی برای استفاده از فرانسوی کریول به جای «فرانسوی واقعی» یا «فرانسوی فرانسوی» یعنی فرانسوی «سفید» مواجه شده است. در نهایت، او نتیجه می‌گیرد که «تسلط بر زبان [سفیدپوستان/استعمارگر] به خاطر به رسمیت شناختن سفیدپوست نشان‌دهنده وابستگی است که انسانیت سیاه‌پوستان را تابع می‌کند».
استقبال از آثار او تحت تأثیر ترجمه های انگلیسی قرار گرفته است که به رسمیت شناخته شده است حاوی حذفیات و اشتباهات متعدد است، در حالی که آثار منتشر نشده او، از جمله پایان نامه دکتری او، کمتر مورد توجه قرار گرفته است. در نتیجه، استدلال می‌شود که فانون اغلب به‌عنوان حامی خشونت به تصویر کشیده شده است (دقیق‌تر است که او را به‌عنوان مخالف دیالکتیکی خشونت‌پرهیزی توصیف کنیم) و ایده‌های او بسیار ساده‌سازی شده‌اند. این دیدگاه تقلیل گرایانه از آثار فانون، ظرافت درک او از سیستم استعماری را نادیده می گیرد. به عنوان مثال، فصل پنجم سیاه پوست، ماسک های سفید، به معنای واقعی کلمه، به عنوان "تجربه زیسته سیاه پوستان" ("L'expérience vécue du Noir") ترجمه می شود، اما ترجمه مارکمن "واقعیت سیاهی" است، که آن را کنار گذاشته است. تأثیر عظیم پدیدارشناسی بر آثار اولیه فانون.

#### فانون و تجربیات زنده سوژه سیاه
در Black Skin، White Maks، او خود را موظف می کند تا تجربیات سوژه سیاه را بررسی کند. فانون به تجربیات زیسته به معنای معمولی این واژه نگاه نمی کند، بلکه حوزه ای از تجربه را در نظر می گیرد که ریشه در زمینه جهانی دارد که تجربه در آن اتفاق می افتد. تجارب زیسته سیاهپوستان احساس عمیق احساس و زندگی در شرایط اجتماعی است که زمان و مکان خاصی را مشخص می‌کند. فانون با الهام گرفتن از روانکاوی، متون ادبی، اصطلاحات پزشکی، فلسفه، اهانت، و آگاهی سیاسی، تجربیات زیسته سوژه سیاه را هدایت می کند. فانون با بازگو کردن تجربیات افراد مستعمره، بر مفاهیم آگاهی سیاسی و نگریتود تاکید کرد. کل کتاب بازگویی تجربیات زیسته یک موضوع سیاه است. در کتاب فانون به آزادی و اختیاری که سوژه سیاه‌پوست حفظ می‌کند اهمیت می‌دهد.

### یک استعمار در حال مرگ (A Dying Colonialism)
استعمار در حال مرگ کتابی است از فانون در سال 1959 که شرحی از چگونگی تغییر الگوهای فرهنگی قرن‌ها توسط مردم الجزایر در طول انقلاب الجزایر ارائه می‌کند و برخی از شیوه‌های فرهنگی باستانی را که مدت‌ها توسط ستمگران استعمارگرشان به‌عنوان «ابتدایی» مورد تمسخر قرار می‌گرفتند، پذیرفتند. تا آن ستمگران را نابود کند. فانون از سال پنجم انقلاب الجزایر به عنوان نقطه عزیمت برای توضیح پویایی اجتناب ناپذیر ستم استعماری استفاده می کند. کتاب ستیزه جو درک فانون را توضیح می دهد که برای افراد مستعمره «داشتن اسلحه تنها فرصتی است که هنوز برای معنی دادن به مرگ خود دارید.» همچنین حاوی یکی از تأثیرگذارترین مقالات او، «الجزایر بی حجاب» است که می گوید: به معنای سقوط امپریالیسم است و توصیف می کند که چگونه مردم ستمدیده تلاش می کنند تا «ذهن» خود را استعمارزدایی کنند تا از همگون شدن اجتناب کنند.

### بدبختان زمین  یا مغضوبین زمین (The Wretched of the Earth)
(این کتاب را شریعتی به در سال 1336 به فارسی و با عنوان دوزخیان روی زمین ترجمه کرد.
فانون در این کتاب از حق مردم مستعمره برای استفاده از خشونت برای کسب استقلال دفاع می کند. علاوه بر این، او فرایندها و نیروهای منجر به استقلال ملی یا استعمار نو را در طول جنبش استعمار زدایی که بیشتر جهان را پس از جنگ جهانی دوم فرا گرفت، ترسیم کرد. در دفاع از استفاده از خشونت توسط مردم مستعمره، استدلال کرد که انسان‌هایی که (از سوی استعمارگر) چنین تلقی نمی‌شوند، نباید در نگرششان نسبت به استعمارگر به اصولی که در مورد بشریت اعمال می‌شود، ملزم شوند. کتاب او توسط دولت فرانسه سانسور شد.
برای فانون حضور استعمارگر در الجزایر بر اساس قدرت نظامی محض است. هرگونه مقاومت در برابر این قدرت نیز باید ماهیت خشونت آمیزی داشته باشد زیرا این تنها «زبان» است که استعمارگر به آن صحبت می کند. بنابراین، مقاومت خشونت آمیز یک ضرورت است که توسط استعمارگران بر مستعمرات تحمیل شده است. ارتباط زبان و اصلاح گفتمان بیشتر آثار او را فراگرفته است، به همین دلیل است که این کار بسیار میان رشته ای است و دغدغه های روانپزشکی را در بر می گیرد تا سیاست، جامعه شناسی، مردم شناسی، زبان شناسی و ادبیات را در بر بگیرد.
شرکت او در جبهه آزادی ملی الجزایر از سال 1955 مخاطبانش را به عنوان الجزایری های مستعمره تعیین کرد. آخرین اثر او، Les damnés de la terre (که توسط کنستانس فارینگتون به عنوان The Wretched of the Earth به انگلیسی ترجمه شد) به آنها کارگردانی شد. این هشداری است برای مستضعفان از خطراتی که در گردباد استعمار زدایی و گذار به دنیای نواستعماری و جهانی شده با آن روبرو هستند.
یکی از جنبه‌های کار فانون که اغلب نادیده گرفته می‌شود این است که او دوست نداشت قطعاتش را به صورت فیزیکی بنویسد. در عوض، او به همسرش، جوزی، که تمام نوشته ها را انجام می داد و در برخی موارد، مشارکت و ویرایش می کرد، دیکته می کرد.

#### فانون، خشونت و آپارتاید
در فصل اول کتاب فانون، بدبختان زمین، او درباره خشونت و چگونگی ابزاری برای مبارزه با استعمار می نویسد. فانون در این فصل بیان می‌کند که اگر خشونت بخشی از فرایند نباشد، آزادی به دست نمی‌آید. فانون این ادعا را با این استدلال که ماهیت استعمار خشونت آمیز است، بیان کرد، به گونه ای که افراد سیاهپوست از سرزمین خود محروم می شدند و به عنوان افراد کوچکتر رفتار می شدند، بنابراین انتقام برای دستیابی به آزادی باید خشونت آمیز باشد.[46] فانون استدلال می‌کرد که انتظار استعمارگران برای دستیابی به آزادی از طریق راه‌های مسالمت‌آمیز یک استاندارد دوگانه است. فانون به این استدلال ادامه داد که دو نوع خشونت در یک محیط استعماری وجود دارد. او مدعی شد که یکی از آنها خشونتی بود که استعمارگران به کار برده بودند و ضد خشونتی که توسط استعمار شدگان به کار گرفته شد.[46] با اشاره به دوران آپارتاید در آفریقای جنوبی، این نشانک در تاریخ به عنوان نمونه ای برای بیان تفکر فانون استفاده خواهد شد.
آپارتاید قانونی بود که توسط اقلیت سفید پوست در آفریقای جنوبی برای سرکوب اکثریت سیاه پوست آفریقای جنوبی وضع شد. این قانون برای اجرای تفکیک نژادی بین سفیدپوستان و غیر سفیدپوستان استفاده شد. این عمل از طریق قانون مناطق گروهی سال 1950 انجام شد که در نهایت به همراه دو قانون دیگر به قوانین ارضی معروف شد. اعمال زمین منجر به حذف رنگین پوستان از مناطق خاصی شد که اکنون به عنوان مشاغل سفیدپوست شناخته می شدند. از این اقدامات برای کنار گذاشتن 80 درصد از زمین در آفریقای جنوبی برای اقلیت سفیدپوست استفاده شد.[47] مبارزه با آپارتاید اغلب شبیه یک حزب بزرگ، ANC است. در این دوره تظاهرات بسیاری برای مبارزه با قوانین آپارتاید سازماندهی شد. با این حال، بسیاری از این اعتراضات با انتقام خشونت آمیز پلیس آفریقای جنوبی مواجه شد.[47] یکی از اعتراضات به یاد ماندنی، قتل عام شارپویل بود. قتل عام شارپویل یک اعتراض سازمان یافته در تلافی به قانون تصویب بود که بیان می کرد افراد رنگین پوست در آفریقای جنوبی ملزم به داشتن گذرنامه هستند. این تظاهرات منجر به 249 قربانی شد که مورد حمله پلیس قرار گرفتند. در این تظاهرات 69 رنگین پوست کشته و 180 نفر مجروح شدند.[48] با عدم پیشرفت اعتراضات در مبارزه با آپارتاید، کنگره ملی آفریقا به این نتیجه رسیده بود که روش دیگر خشونت و اقدامات تروریستی است که منجر به تشکیل گروه شبه نظامی آنها توسط ANC شد.
در سال 1961 گروه نظامی Umkhonto we Sizwe تشکیل شد. رئیس گروه نلسون ماندلا بود. اولین اعمال خشونت آمیز غیر کشنده بود، زیرا بمب گذاری در ساختمان های مربوط به قانون آپارتاید رخ داد اما در زمان بمب گذاری خالی بودند. بعدها گروه MK به ارتکاب اعمال خشونت آمیز بیشتری برای مبارزه با آپارتاید ادامه داد.[49] این برآورد بیان می‌کند که میزان حوادث حملات خشونت‌آمیز از 23 حادثه در سال 1977 تا حدود 136 حادثه در سال 1985 متغیر بود. در نیمه دوم دهه 1980، این گروه به اعمال خشونت‌آمیز که طی آن شهروندان آفریقای جنوبی کشته شدند، ادامه داد. حملات مرگبار شامل بمب گذاری در خیابان کلیسا در سال 1983، بمب گذاری آمانزیمتوتی در سال 1985، بمب گذاری در بار ماگو در سال 1986 و بمب گذاری دادگاه قضایی ژوهانسبورگ در سال 1987 است.[50] این اعمال خشونت آمیز به‌طور قابل توجهی با نکته قبلی که بیان می کند کنگره ملی آفریقا تمایلی به استفاده از خشونت در مبارزه با آپارتاید نداشت، متفاوت است. اعمال خشونت آمیز همچنین منجر به این شد که ANC توسط دولت به عنوان یک گروه تروریستی شناخته شود.[51]
در این قطعه درباره فانون به آپارتاید اشاره شده است زیرا فلسفه فانون در مورد خشونت را در بر می گیرد و نشان می دهد که برای شکستن استعمار باید با خشونت به دلیل ماهیت ظلم مواجه شد. آپارتاید نمونه بارز آن به عنوان ANC است که روش های اولیه اش دوری از خشونت بود. با این حال، این هیچ نتیجه ای نشان نداد. در عوض، اعتراضات غیرخشونت آمیز آنها با تیراندازی دسته جمعی توسط نیروی پلیس آفریقای جنوبی مواجه شد. تیراندازی های دسته جمعی و کشتار رنگین پوستان به ANC و روی آوردن آنها به خشونت برای مبارزه با آپارتاید و شکستن چرخه سرکوب و استعمار منجر شد.

## کتاب های فانون
- Black Skin, White Masks (1952), (1967 translation by Charles Lam Markmann: New York: Grove Press)
- A Dyling Colonialism (1959), (1965 translation by Haakon Chevalier: New York, Grove Press)
- The Wretched of the Earth (1961), (1963 translation by Constance Farrington: New York: Grove Weidenfeld)
- Toward the African Revolution (1964), (1969 translation by Haakon Chevalier: New York: Grove Press)
- Alienation and Freedom (2018), eds Jean Khalfa and Robert J. C. Young, revised edition (translation by Steve Corcoran: London: Bloomsbury)[۱]

## کتاب هایی درباره فانون
- Nigel Gibson, Fanonian Practices in South Africa, University of KwaZulu-Natal Press, Pietermaritzburg, 2011
- Alice Cherki, Frantz Fanon. Portrait (2000), Paris: Seuil.
- David Macey, Frantz Fanon: A Biography (2000), New York: Picador Press[۱]

## فیلم های مرتبط با فانون
ایزاک جولین، فرانتز فانون: ماسک سفید پوست سیاه (مستند) (1996، سانفرانسیسکو: فیلم خبری کالیفرنیا)
فرانتز فانون، یک زندگی، یک مبارزه، یک اثر، یک مستند محصول 2001
در مورد خشونت: نه صحنه از دفاع از خود ضد امپریالیستی، یک فیلم مستند محصول 2014 به نویسندگی و کارگردانی گوران اولسون که بر اساس مقاله فرانتس فانون "درباره خشونت" از کتاب او در سال 1961 به نام "بیچارگان زمین" ساخته شده است.
لوس: شخصیت اصلی فیلم مقاله ای درباره فرانتس فانون نوشت و گفته می شود که از ایدئولوژی او الهام گرفته است.

## کتاب های نوشته شده درباره فانون
- Anthony Alessandrini (ed.), Frantz Fanon: Critical Perspectives (1999, New York: Routledge)
- Gavin Arnall, Subterranean Fanon: An Underground Theory of Radical Change (2020, New York: Columbia University Press)
- Stefan Bird-Pollan, Hegel, Freud and Fanon: The Dialectic of Emancipation (2014, Lanham, Maryland: Rowman & Littlefield Publishers Inc.)
- Hussein Abdilahi Bulhan, Frantz Fanon and the Psychology Of Oppression (1985, New York: Plenum Press), ISBN 0-306-41950-5
- David Caute, Frantz Fanon (1970, London: Wm. Collins and Co.)
- Alice Cherki, Frantz Fanon. Portrait (2000, Paris: Éditions du Seuil)
- Patrick Ehlen, Frantz Fanon: A Spiritual Biography (2001, New York: Crossroad 8th Avenue), ISBN 0-8245-2354-7
- Joby Fanon, Frantz Fanon, My Brother: Doctor, Playwright, Revolutionary (2014, United States: Lexington Books)
- Peter Geismar, Fanon (1971, Grove Press)
- Irene Gendzier, Frantz Fanon: A Critical Study (1974, London: Wildwood House), ISBN 0-7045-0002-7
- Nigel C. Gibson (ed.), Rethinking Fanon: The Continuing Dialogue (1999, Amherst, New York: Humanity Books)
- Nigel C. Gibson, Fanon: The Postcolonial Imagination (2003, Oxford: Polity Press)
- Nigel C. Gibson, Fanonian Practices in South Africa (2011, London: Palgrave Macmillan)
- Nigel C. Gibson (ed.), Living Fanon: Interdisciplinary Perspectives (2011, London: Palgrave Macmillan and the University of Kwa-Zulu Natal Press)
- Nigel C. Gibson and Roberto Beneduce Frantz Fanon, Psychiatry and Politics (2017, London: Rowman and Littlefield International and The University of Witwatersrand Press)
- Lewis R. Gordon, Fanon and the Crisis of European Man: An Essay on Philosophy and the Human Sciences (1995, New York: Routledge)
- Lewis Gordon, What Fanon Said (2015, New York, Fordham) ISBN 9780823266081
- Lewis R. Gordon, T. Denean Sharpley-Whiting, & Renee T. White (eds), Fanon: A Critical Reader (1996, Oxford: Blackwell)
- Peter Hudis, Frantz Fanon: Philosopher of the Barricades (2015, London: Pluto Press)
- Christopher J. Lee, Frantz Fanon: Toward a Revolutionary Humanism (2015, Athens, OH: Ohio University Press)
- David Macey, Frantz Fanon: A Biography (2012, 2nd ed., London: Verso), ISBN 978-1-844-67773-3
- David Marriott, Whither Fanon?: Studies in the Blackness of Being (2018, Palo Alto, Stanford UP), ISBN 9780804798709
- Richard C. Onwuanibe, A Critique of Revolutionary Humanism: Frantz Fanon (1983, St. Louis: Warren Green)
- Ato Sekyi-Otu, Fanon's Dialectic of Experience (1996, Cambridge, Massachusetts: Harvard University Press)
- T. Denean Sharpley-Whiting, Frantz Fanon: Conflicts and Feminisms (1998, Lanham, Maryland: Rowman & Littlefield Publishers Inc.)
- Renate Zahar, Frantz Fanon: Colonialism and Alienation (1969, trans. 1974, Monthly Review Press)
- Alexander V. Gordon, Frantz Fanon and the Fight for National Liberation (1977, Moscow: Nauka, in Russian)[۱]

## تاثیرات
فانون بر جنبش های ضد استعماری و آزادیبخش ملی تأثیر داشته است. به‌طور خاص، Les damnés de la terre تأثیر عمده ای بر کار رهبران انقلابی مانند علی شریعتی در ایران، استیو بیکو در آفریقای جنوبی، مالکوم ایکس در ایالات متحده و ارنستو چه گوارا در کوبا داشت. از این میان، تنها چه گوارا در درجه اول به نظریه های فانون در مورد خشونت توجه داشت؛  برای شریعتی و بیکو، علاقه اصلی به فانون به ترتیب «انسان جدید» و «آگاهی سیاه» بود.